# Kamil Zieliński (polityk)
Kamil Krzysztof Zieliński (ur. 27 września 1983 w Wałbrzychu) – polski polityk, ekonomista i samorządowiec, w latach 2015–2019 wicewojewoda dolnośląski.

## Życiorys
Pochodzi z Wałbrzycha. Ukończył studia z analizy ekonomicznej na Uniwersytecie Ekonomicznym we Wrocławiu, na którym podjął później studia doktoranckie. Odbył również studia podyplomowe z zarządzania strategicznego i gospodarki społecznej w Instytucie Polityki Społecznej na Uniwersytecie Warszawskim, kształcił się też w Metropolitarnym Studium Organistowskim we Wrocławiu. Nauczał mikroekonomii i makroekonomii w świdnickim oddziale zamiejscowym Akademii Humanistyczno-Ekonomicznej w Łodzi, a także w jeleniogórskim oddziale zamiejscowym UE we Wrocławiu (przedmioty związane z ekonomiką, analizą i zarządzaniem).
Był prezesem zarządu socjalnej spółki prawnej, działał jako ekspert ds. pozyskiwania i zarządzania funduszy zewnętrznych dla spółdzielni socjalnych oraz jako autor projektów współfinansowanych przez Unię Europejską. Zatrudniony jako doradca w kluczborskim inkubatorze przedsiębiorczości. Do 2015 pracował na stanowisku doradcy biznesowo-marketingowego w Wojewódzkim Urzędzie Pracy w Zielonej Górze.
Od 2003 jest działaczem Prawa i Sprawiedliwości, został członkiem rady politycznej partii. W 2006 został radnym rady powiatu wałbrzyskiego z listy PiS. W 2010 nie uzyskał reelekcji. W 2011 był kandydatem w przedterminowych wyborach na prezydenta Wałbrzycha, jednak zajął ostatnie, czwarte miejsce z liczbą 2008 głosów. W tym samym roku bez powodzenia kandydował do Sejmu z list PiS.
17 grudnia 2015 powołany na stanowisko wicewojewody dolnośląskiego. W wyborach samorządowych w 2018 znalazł się na liście kandydatów PiS do sejmiku dolnośląskiego, uzyskując mandat. W listopadzie tego samego roku złożył go jednak, pozostając na stanowisku wicewojewody, z którego został odwołany 1 sierpnia 2019. W wyborach parlamentarnych w tym samym roku kandydował bezskutecznie z ramienia PiS do Senatu w okręgu nr 4. Od 2019 do 2021 był prezesem Wałbrzyskiej Specjalnej Strefy Ekonomicznej „Invest-Park”.

## Życie prywatne i działalność społeczna
Jest żonaty, ma troje dzieci. Został przewodniczącym dolnośląskiego oddziału Ogólnopolskiego Związku Rewizyjnego Spółdzielni Socjalnych oraz zasiadł w radzie Pallotyńskiego Ośrodka Wsparcia Dziennego w Wałbrzychu. Został fundatorem Lubuskiej Inicjatywy Pozarządowej.